# 吉布林 (伊利諾伊州)
吉布林（英語：Giblin）是位於美國伊利諾伊州尚佩恩縣的一個非建制地區。該地的面積和人口皆未知。

## 地理
吉布林的座標為40°01′23″N 87°24′24″W / 40.02306°N 87.40667°W，而該地的平均海拔高度為210米（即689英尺）。